# Satyrium sceptrum
Satyrium sceptrum är en orkidéart som beskrevs av Rudolf Schlechter. Satyrium sceptrum ingår i släktet Satyrium och familjen orkidéer. Inga underarter finns listade i Catalogue of Life.